# Angelo Tofalo
Angelo Tofalo (né le 20 avril 1981 à Salerne) est un homme politique italien.

## Biographie
En 2013, il est élu député de la circonscription Campanie 2 pour le Mouvement 5 étoiles.